# سان تشيبيريلو
سان تشيبيريلو (بالإيطالية: San Cipirello)‏ هي بلدية في مقاطعة باليرمو في صقلية الإيطالية.

## السكان
في سنة 1861 بلغ عدد السكان 2٬081 نسمة، وتطور العدد ليصل في سنة 2015 لـ 5٬461 نسمة.
يظهر هذا المخطط البياني تطور النمو السكاني لـ سان تشيبيريلو

## توأمة
لسان تشيبيريلو اتفاقيات توأمة مع:
- لوتشرا